# Astragalus taubertianus
Astragalus taubertianus är en ärtväxtart som beskrevs av Ernest Armand Durand och Jean François Gustave Barratte. Astragalus taubertianus ingår i släktet vedlar, och familjen ärtväxter. Inga underarter finns listade i Catalogue of Life.